# مقاطعة آوج
مقاطعة آوج (بالفارسية: شهرستان آوج) هي إحدى مقاطعات محافظة قزوين في إيران. كان عدد سكان المقاطعة سنة 2011 حوالي 26,611 نسمة.